# Gerhard Arlt (Philosoph)
Gerhard Arlt (* 1942) ist ein deutscher Philosoph. 
Arlt studierte Philosophie, Psychologie und Theologie. Nach seiner Promotion 1984 wurde er Verlagslektor und Publizist. Er wohnt in München. 

## Veröffentlichungen
- Subjektivität und Wissenschaft. Zur Psychologie des Subjekts bei Natorp und Husserl. Würzburg 1985.
- Anthropologie und Politik. Ein Schlüssel zum Werk Helmuth Plessners. München 1996.
- Philosophische Anthropologie. Stuttgart 2001.

| Personendaten    | Personendaten       |
| ---------------- | ------------------- |
| NAME             | Arlt, Gerhard       |
| KURZBESCHREIBUNG | deutscher Philosoph |
| GEBURTSDATUM     | 1942                |